# 威蓝町
威蓝町（英語：Williams Landing，又称：威兰汀、威廉姆斯-兰汀）是澳大利亚维多利亚州首府墨尔本中央商务区距离西南方向19公里(实际交通距离23公里)的一个区。因为地理优势和便捷的公共交通，成为维多利亚州西部经济发展的重镇。隶属于云登市。2021年的人口约为10238人。

## 发展及其特点
威蓝町是Cedar Woods （页面存档备份，存于）正在开发的，以公共交通为导向的新开发区，包括一个55公顷的城市中心和刚刚建成的新的威蓝町火车站。开发区总开发面积275公顷。

### 地理位置
威蓝町被定位为维多利亚州的一个带有主要活动中心的优先发展区，是墨尔本大都会区西部的一个重要交通枢纽。是澳洲发展最快的市之一、维州西部重镇云登市的东大门。王子高速公路和威勒比线火车都经过威蓝町。威蓝町是连接库克角、霍珀森、威勒比、图尼纳的中心地点。
库克角区和图尼纳区是维多利亚州发展速度排名十分靠前的两个区域。威蓝町位于这两个区的中心位置。如果周边区的居民要去墨尔本市中心，基本都要路过威蓝町，因此威蓝町的位置被认为具有十分重要的意义。

## 区域布局
威蓝町分为五个区域：四个住宅区和一个城市中心区。

### 居民小区
- 阿什克罗特区（Ashcroft）：全部交付。
- 京维区（Kingwell）：全部交付。
- 艾斯戴德区（Elmstead）：全部交付。
- 爱迪逊区（Addison）：部分交付。

威蓝町开发的市场目标是高层次买家。 每一个小区都有对住宅建筑的高标准的设计要求，以保持居住区域内的高标准规划。每一个小区都有宽阔的街道和美观大方的花园式草地绿化。

### 区中心、商业区
渥沃斯超級市場（Woolworths）已入住购物中心。
开发商Cedar Woods （页面存档备份，存于）于2016年圣诞节前夕，对外公布澳洲大型零售连锁企业Target已经决定把全澳总部建在威蓝町。
Target澳洲总部于2018年年底建成正式投入使用。

## 经济
威蓝町是云登市，乃至整个墨尔本大都会区西部的经济重镇。澳大利亚著名零售商Target Australia的总部就坐落于此。
威蓝町是一个总投资约15亿澳元的综合发展项目。 估计完成后将为本地创造23,000个工作岗位，它将成为墨尔本西部的主要中心。凭借四个新的居住区，一个城市中心和便捷的交通网络，威蓝町将成为集商业、零售、娱乐场为一体的综合城市中心。
城市中心面积约为45公顷，与中央商务区的Dandenong，Frankston，Box Hill和Geelong相比。 城市中心预计可以容纳约25,000平方米的商店、34,000平方米的办公空间和35,000平方米的大宗商品营销店面，这给企业、商家带来了使用战略位置的大好机会。

## 当地政府

### 市政府
威蓝町是云登市的一个区。根据最新的数据统计，云登市是澳洲发展最快的地方政府之一，人口于2018年超越了吉朗，成为维多利亚州人口第二的地方政府。 

### 市议员
威蓝町属于云登市哈里森政区(Harrison Ward)，哈里森政区有四位市议员：
- 托尼·胡伯 (Tony Hooper)
- 安亚伦 (Aaron An)，维多利亚州西部首位华人市议员[6]
- 因塔支·坎 (Intaj Khan)
- 金·麦卡利 (Kim McAliney)

## 交通

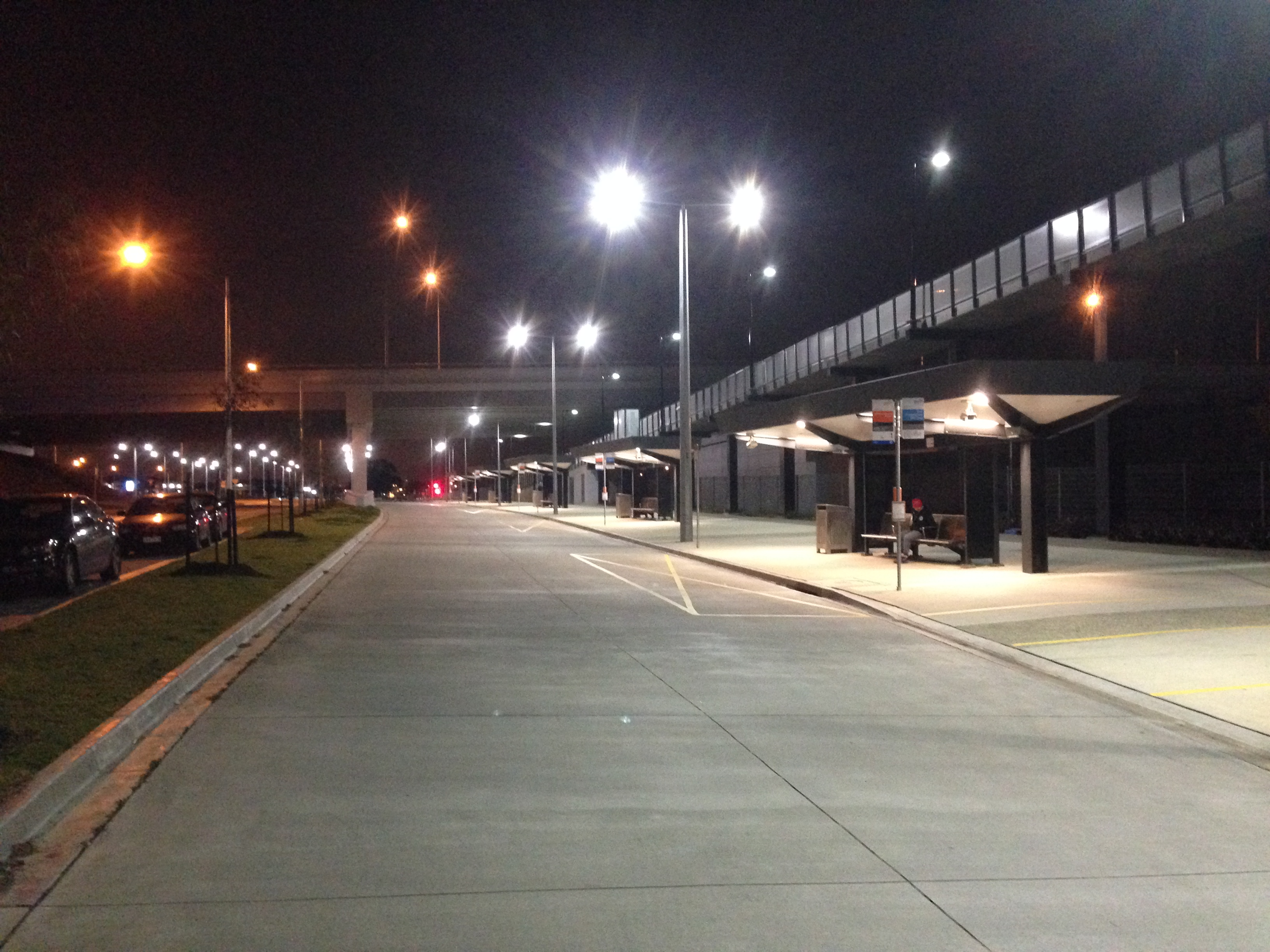
夜间的威蓝町公交车站

威蓝町是云登市的一个主要交通中心。威蓝町火车站位于威蓝町的南部。

### 公交车
- 150路 - 威蓝町 - 塔尼特（通过Sayers路）
- 151路 - 威蓝町 - 塔尼特（通过Westmeadows路）
- 153路 - 威蓝町 - 威勒比（经王子高速公路）
- 494路 - 威蓝町 - 库克角南（通过阿拉曼达大道）
- 495路 - 威蓝町 - 库克角南（通过浮桥大道）
- 497路 - 威蓝町 - 库克角盐水滩（通过圣湖区）

## 体育
威蓝町的户外体育运动设施完备。位于威蓝町大道的威蓝町体育运动场包含了两个多功能大草场，适用于英式足球、澳式橄榄球、澳式板球。以及6个网球场。

### 足球
威蓝町足球俱乐部由市议员安亚伦于2017年推动成立。 主场位于威蓝町体育运动场。

## 教育
因为至今为止威蓝町还没有学校规划，所以也受到当地已经入住居民的批评。不少家庭的孩子遇到尴尬的入托难和入学难的问题。
通过当地居民的反映和要求，开发商Cedar Woods已经在投资人报告中透露，新一期的购物中心扩展工程中将会有一个可以容纳100个孩子的幼儿园。当地居民也正在积极向有关机构反映学校上学难的问题，积极争取能有学校坐落在威蓝町。
威蓝町社区网站 （页面存档备份，存于）提供了一个让居民可以在线签名来向相关政府和机构反映建学校的需求。
在上世纪90年代州政府规划威蓝町的时候，没有料到这一带的人口会发展如此迅速，当初并没有学校的规划，市政府也一直没有向州政府提建学校的要求，直到安亚伦(Aaron An)当选市议员后的第二个月（2016年12月），由安亚伦(Aaron An)发起的支持威蓝町建学校的市政动议才得以通过。

### 维斯本文法学校
维斯本文法学校距离威蓝町区中心大约3公里，是墨尔本大都会区西部最好的私立学校之一。校训是：“做什么，就把它做好。”

### 苏珊考瑞精英高中
苏珊考瑞精英高中位于霍珀森火车站以南，距离威蓝町区中心大约7公里，是墨尔本大都会区西部唯一的选拔类精英高中。校训是：“Learning For Life”

### 图书馆
虽然是处于交通要道的经济重镇，但是当地居民也多次反应威蓝町缺少图书馆和室内活动场所，安亚伦市议员也在一直帮助推进这些基本基础设施建设的进展。